# بسامد زاویه‌ای

بسامد زاویه‌ای چگونگی اندازه‌گیری چرخش یک جسم بدور محور خودش است

در فیزیک، بسامد زاویه‌ای ω (امگا) به اندازهٔ عددی سرعت چرخش گفته می‌شود. بسامد زاویه‌ای برابر با بزرگی بردار سرعت زاویه‌ای است.
هر دور چرخش برابر است با ۲π رادیان؛ از این رو:
{\displaystyle \omega ={{2\pi } \over T}={2\pi f}}
که در آن:
ω بسامد زاویه‌ای یا سرعت زاویه‌ای است (با رادیان بر ثانیه اندازه‌گیری می‌شود)،
T دورهٔ تناوب است (با ثانیه اندازه‌گیری می‌شود)،
f اندازهٔ بسامد است (با هرتز اندازه‌گیری می‌شود)،
v سرعت مماس یک نقطه روی محیط چرخش است (با متر بر ثانیه اندازه‌گیری می‌شود)،
r شعاع دایره چرخنده است (با متر اندازه‌گیری می‌شود)،
بسامد زاویه‌ای تنها مضربی از بسامد معمولی است. با این حال کاربرد بسامد زاویه‌ای در بیشتر برنامه‌های کاربردی مانند حرکت ساده همساز (برای دوری از عدد π) ترجیح داده می‌شود. در واقع این کمیت در بسیاری از رشته‌های فیزیک شامل پدیده‌های تناوبی مانند مکانیک کوانتوم و الکترومغناطیس کلاسیک بکار می‌رود.

## یکاها
در اس‌آی بسامد زاویه‌ای به صورت رادیان بر ثانیه اندازه گرفته می‌شود. بیاد داشته باشید که هرتز (Hz) برای فرکانس معمولی (f) بکار می‌رود نه برای ω.

## کاربردها

### حرکت دورانی
در حرکت دورانی رابطهٔ بین بسامد زاویه‌ای، سرعت مماس و فاصله از محور دوران از این قرار است:
{\displaystyle \omega =v/r}

### نوسانگر هماهنگ
- گفتار اصلی نوسانگر هماهنگ

جسم متصل به یک فنر حرکت نوسانی دارد. اگر فنر را ایده‌آل و جسم آن را صفر در نظر بگیریم، حرکت جسم از قانون نوسانگر هماهنگ ساده پیروی می‌کند که بسامد زاویه‌ای آن برابر است با:
{\displaystyle \omega ={\sqrt {\frac {k}{m}}},}
که در آن:
k ثابت فنر است.
m جرم جسم است.
شتاب این نوسانگر از رابطهٔ زیر بدست می‌آید:
{\displaystyle a=-\omega ^{2}x\;,}
که در آن x فاصلهٔ نوسانگر از نقطهٔ تعادل است. این رابطه را همچنین می‌توان به صورت زیر نوشت:
{\displaystyle a=-4\pi ^{2}f^{2}x\;.}

### مدارهای ال‌سی[Lc]
- گفتار اصلی مدار ال‌سی

بسامد زاویه‌ای تشدید شده در مدار ال‌سی برابرست با ریشه دوم معکوس حاصل ضرب ظرفیت خازن (C با فاراد اندازه‌گیری می‌شود) در زمان اندوکتانس مدار (L در هنری)
{\displaystyle \omega ={\sqrt {1 \over LC}}}